# Erik Hansen (skuespiller)
 Der er flere personer med dette navn, se Erik Hansen.
Erik Hansen (født 28. november 1913 i København, død 8. september 2003) var en dansk skuespiller.
Hansen var uddannet fra Københavns Teaterskole. Han optrådte i mange revyer og kabareter landet over og var bl.a. tilknyttet Andelsteatret. I 1970'erne skiftede han skuespillet ud med charterrejser og blev han rejseleder i Spies Rejser og senere leder af Skibby Rejsers kontor i København. I 1998 blev han udnævnt til æresmedlem i Dansk Solist Forbund.

## Filmografi
- Mig og min familie (1957)
- Støv for alle pengene (1963)
- Flagermusen(1966)
- Lad isbjørnene danse (1990)